# 10484 Hecht
10484 Hecht eller 1983 WM är en asteroid i huvudbältet som upptäcktes den 28 november 1983 av den amerikanske astronomen Edward L.G. Bowell vid Anderson Mesa Station. Den är uppkallad efter Martin D. Hecht.
Asteroiden har en diameter på ungefär 5 kilometer och den tillhör asteroidgruppen Vesta.